# David Luckes
David Luckes, angleški hokejist na travi, * 24. april 1969.
Sodeloval je v hokeju na poletnih olimpijskih igrah leta 1992, leta 1996 in leta 2000.